# Matthew Savoie
Matthew Savoie (Saint Albert, Alberta, 1 de enero de 2004) es un jugador profesional canadiense de hockey sobre hielo que se desempeña en la posición de centro en Buffalo Sabres, equipo de la National Hockey League (NHL).

## Carrera
Fue seleccionado en la primera ronda en la NHL Entry Draft de 2022. En 2023 hizo su debut profesional con el equipo Buffalo Sabres, donde lleva jugando una temporada.